# 數位音樂光碟
數位音樂光碟（英語：Compact Disc Digital Audio），為在CD收錄音樂的規格。一般稱音樂CD時指的便是CDDA。

## 概要
CDDA規格由飛利浦和Sony制訂，規格文件書由於封面紅色而稱紅皮書，為彩虹書之一。
第一版的紅皮書於1980年6月由飛利浦和Sony共同釋出，它被數位音訊碟片委員會（Digital Audio Disc Committee）認證為 IEC 908。這個標準並非免費的，使用者必須擁有飛利浦發出的許可證。在寫作此時(2007年7月)，飛利浦的每份相關訂單要價5000美元。2006年，IEC 908（也就是現在的IEC 60908）以PDF形式放在網際網路上販售，每份售價210美元。

## 紅皮書音訊規則
紅皮書的基本規則：
1. 最長的播放時間為78分鐘（包括暫停）。
2. 音軌的最短時間限制為4秒鐘（包括2秒暫停）。
3. 音軌至多99軌。
4. 索引點（以每一音軌内）的最大數量為99，沒有最大時間限制。
5. 必须包括国际标准音像制品编码（ISRC）以辨識。

## 技術性細節

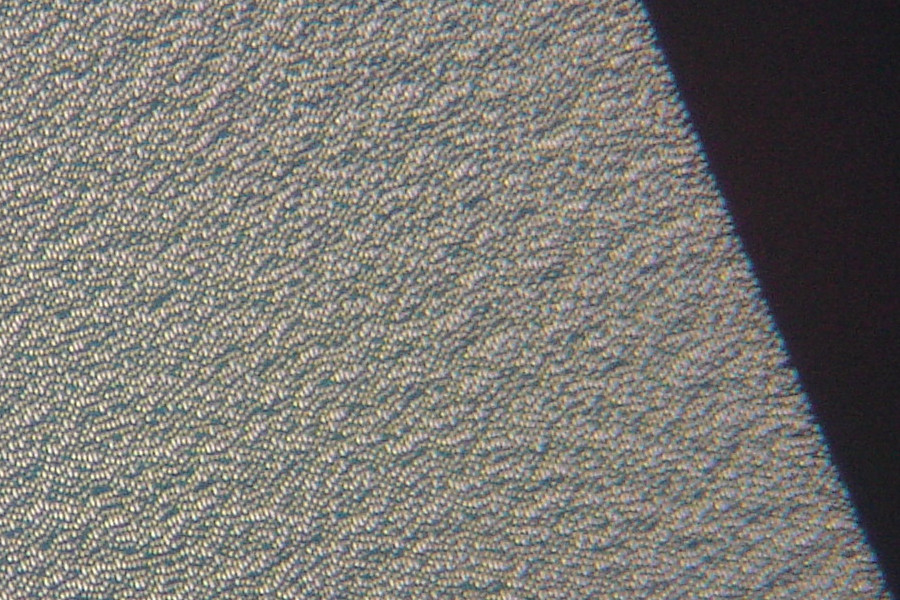
CD 上的坑洞，寬度為 500 奈米、長度為 830 奈米至 3,000 奈米之間、深度為 150 奈米。

资料从CD的内圆开始以渐伸线方式刻录到外圆。刻录速度 1.2m 每秒，方式为线恒速。
物理尺寸：
直径120mm
直径 80mm
卡片 长方形
紅皮書給定的實體CD規格和屬性包括光學光束的參數、誤差和錯誤率、八比十四調變系統、錯誤改正(Cross-interleaved Reed–Solomon coding)、附屬资料通道 (subcode channel) 以及圖形。
它同樣指定了 CD 使用了數位音訊編碼是 2 聲道的 PCM，樣本的振幅量化為正負 16-bit（即 -32768 到 32767），取樣率為 44100 赫茲。這表示 CD 聲音媒體的嚮應頻率在 0 到 22050 赫茲之間。
以上的資料算出 CD 的資料流量為 44100 (樣本) × 16 (bit/樣本) × 2 (聲道) = 1411.2 kbit/s 或 176.4Kbyte/s.
在碟片上，資料以 2352 byte 組成一個區段的方式儲存，讀取的速度為每秒 75 區段。记录以 EFM方式编码、再以CIRC方式插值、L1 L2 ECC改错码， 插入 subcode 等等的域頭資訊 (overhead)，通常這些编码資訊並不提供給電腦的應用程式所用。
一張「1倍速」的資料 CD 的位元率，以每區段共 2352 byte 中的304 byte 為偵錯改错资料，剩下 2048 byte × 每秒 75 區段 = 恰好每秒 150 KiB，大約每分鐘 8.8 MiB。

## 防止拷貝措施
有些唱片公司為了加入其他功能，製作及銷售不符合紅皮書規格的CD，例如防止拷貝的Copy Control、使用DualDisc提供額外的资讯。为此，CD層從紅皮書要求的1.2公釐變成0.9公釐。飛利浦和其他公司向其警告，把CDDA商標擺在不符合紅皮書標準的產品上，有可能牴觸商標法。
结果，相似CDDA的商標已經不見於这类防拷貝CD上，而CD盒上原来警告使用者「光碟可能無法在你的播放器中播放」的貼紙也被取消，因為定義上已经不屬於CD。
Super Audio CD及DVD-Audio，这两种媒体设计为比CDDA更高的采样率、分解度、更低的高頻相位誤差，以播放更佳的音频传真度。

## 外部連結
- Philips' Audio Standards licensing info
- IEC 60908 publication info（页面存档备份，存于）